# Daisuke Tomita
Daisuke Tomita (japanisch 冨田 大介 Tomita Daisuke; * 24. April 1977 in der Präfektur Yamaguchi) ist ein ehemaliger japanischer Fußballspieler.

## Karriere
Tomita erlernte das Fußballspielen in der Schulmannschaft der Ube High School und der Universitätsmannschaft der Universität Tsukuba. Seinen ersten Vertrag unterschrieb er 2000 bei den Mito HollyHock. Der Verein spielte in der zweithöchsten Liga des Landes, der J2 League. Für den Verein absolvierte er 146 Spiele. 2004 wechselte er zum Ligakonkurrenten Omiya Ardija. 2004 wurde er mit dem Verein Vizemeister der J2 League und stieg in die J1 League auf. Für den Verein absolvierte er 190 Spiele. 2010 wechselte er zum Ligakonkurrenten Vissel Kobe. Für den Verein absolvierte er sechs Erstligaspiele. 2011 wechselte er zum Ligakonkurrenten Ventforet Kofu. Am Ende der Saison 2011 stieg der Verein in die J2 League ab. Für den Verein absolvierte er 25 Spiele. 2013 wechselte er zum Ligakonkurrenten Mito HollyHock. Für den Verein absolvierte er 60 Spiele. 2015 wechselte er zum Ligakonkurrenten Tokushima Vortis. Für den Verein absolvierte er 37 Spiele. 2018 wechselte er zum Ligakonkurrenten Mito HollyHock. Ende 2018 beendete er seine Karriere als Fußballspieler.